# Decauville
Decauville (pronunciación en francés: /dəkovil/) fue una fábrica francesa de locomotoras, vagones y rieles creada por el ingeniero Paul Decauville (1846-1922), pionero del ferrocarril industrial. La empresa, fundada en 1875 en la comuna francesa de Corbeil-Essonnes (muy próxima a París), tuvo su origen en la aplicación de vías desmontables metálicas a las tareas agrícolas. A partir de este origen tan particular, la empresa se expandió a la fabricación de material móvil ferroviario, bicicletas e incluso a la producción de automóviles durante un corto periodo a principios del siglo XX. En la actualidad, se dedica a la fabricación de carrocerías y equipos especiales para vehículos pesados.
Su principal innovación fue el uso de secciones prefabricadas de vía estrecha listas para utilizarse, compuestas por carriles fijados sobre traviesas de acero. Estos elementos eran portátiles y podían montarse y desmontarse, así como transportarse, muy fácilmente. Su primer ferrocarril tenía un ancho de vía de 400 mm (1' 3,70"). Posteriormente, Decauville refinó su invento y amplió la anchura a 500 mm (1' 7,70") y a 600 mm (1' 113/5").
Conocida en todo el mundo, la empresa Decauville fue uno de los buques insignia industriales franceses desde la década de 1880 y hasta la década de 1970. En la actualidad, Decauville SAS es una subsidiaria del constructor de contenedores de obra Marrel, propiedad conjunta de las compañías CTELM y FASSI. Todavía existe una de las antiguas filiales históricas, EmiDecau, fabricante de prensas hidráulicas.

## Historia

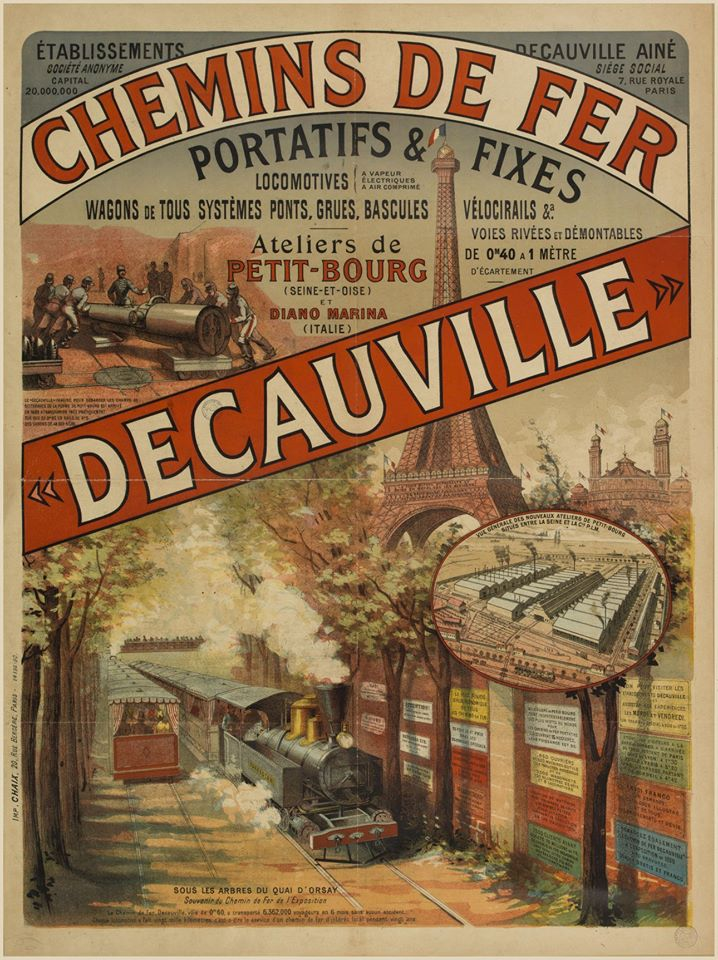
Anuncio de la compañía (c 1889)

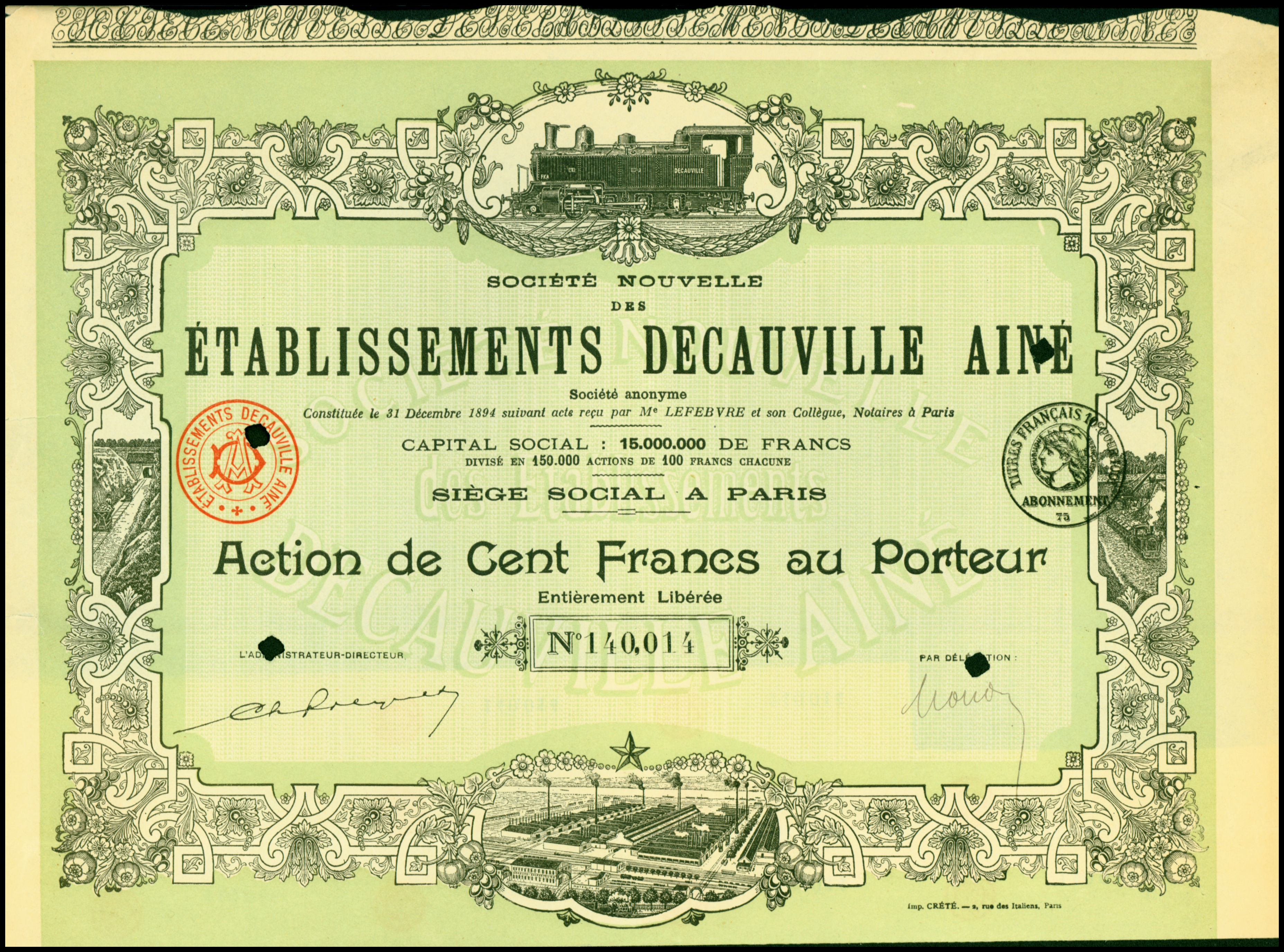
Acción de los Etablissements Decauville, emitida en 1894

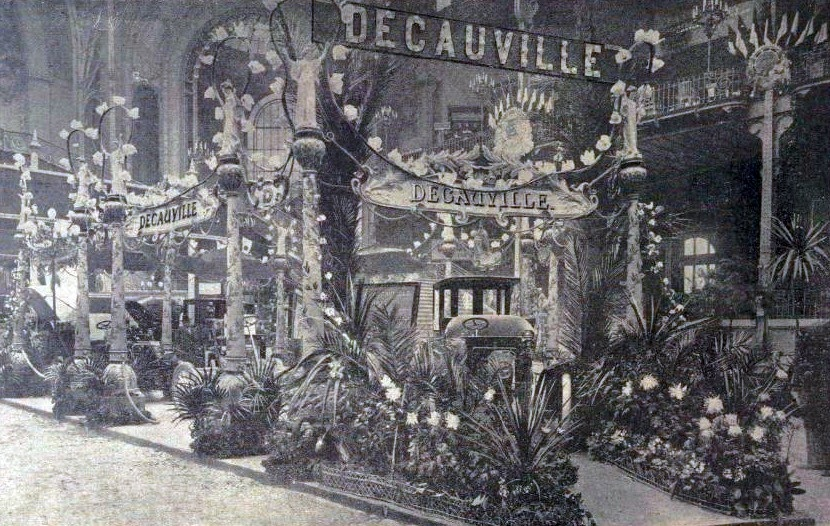
Decauville en el Salón del Automóvil de 1901

La empresa Société des Etablissements Decauville Aîné fue fundada en 1875 por Paul Decauville, hijo de Armand Decauville, un agricultor francés especializado en la producción de remolacha: una cosecha de 9000 toneladas esperando en los campos encharcados y de muy difícil acceso hizo que inventara un tipo de vía férrea ligera que tomó el nombre de "Decauville".
En la década de 1870, Armand-Louis-Victor Decauville, un agricultor courcouronés (de la comuna de Essonne), y su hijo Paul Decauville (1846-1922) estaban dedicados a la producción de la remolacha y a la destilación industrial de alcohol en una pequeña propiedad al sur de París. Esta segunda actividad, la fabricación artesanal de equipos de destilación en un pequeño taller, sería la base del posterior auge industrial de la empresa de la familia Decauville. La cosecha fue excepcionalmente abundante en el otoño de 1875, pero el periodo de lluvias torrenciales dificultaba la recolección. Ante la necesidad de recoger y transportar la producción de sus campos de cultivo para salvar las cosechas del inminente periodo de las heladas que seguía a las lluvias, Paul Decauville se dio a la tarea de inventar un tipo de vía a base de elementos metálicos, que tenía la particularidad de poder desmontarse y transportarse fácilmente, a la que llamó «Decauville», naciendo así el sistema de vía estrecha, que al poco tiempo se convirtió en su principal actividad sustituyendo a la explotación agrícola.
La vía estaba formada por elementos completamente metálicos (rieles y travesaños) que se podían desmontar y transportar fácilmente. Esta invención encontró aplicaciones en muchos campos, como las operaciones mineras e industriales o los transportes militares de campaña. Las vagonetas eran empujadas primero a mano o tiradas por caballos, y posteriormente, por automóviles de diversas formas y pequeñas locomotoras que hicieron de Decauville un verdadero sistema ferroviario. La aparición de las vías estrechas de Decauville y de otros fabricantes constituyó un importante avance, al hacer posible mover con facilidad cargas pesadas en un momento en que las carretas eran el principal sistema de transporte agrícola.
A partir de 1875, la empresa produjo elementos de vía y motores, y más adelante inició la fabricación de bicicletas y automóviles. Los ferrocarriles de Decauville se exportaron a numerosos países, en particular a las posesiones coloniales de las potencias europeas.
En 1878, Paul Decauville fue autorizado a construir el Ferrocarril del Jardín de Aclimatación con ocasión de la Exposición Universal de París (1878), y una década después puso en servicio el Ferrocarril Interior de la Exposición Universal de París (1889), que sirvieron para demostrar la capacidad del transporte de pasajeros de su sistema ferroviario.

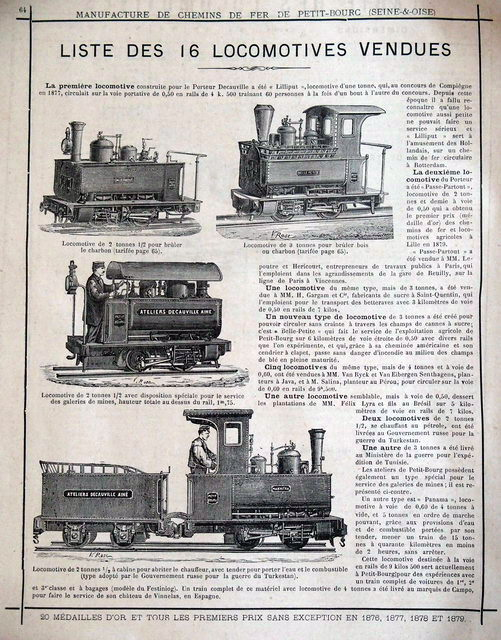
Página del catálogo de locomotoras de la empresa

En el Concours Général Agricole de 1880, Paul Decauville - por entonces presidente de la compañía - anunció que, para satisfacer las solicitudes de sus más de 3000 clientes, construiría una fábrica de 80.000 m² en Corbeil.
En 1896 empezó la fabricación de equipos de ancho métrico, ofreciendo cinco tipos de locomotoras de vapor con carga por eje de 5 toneladas, iniciando a su vez la fabricación de material móvil de ancho estándar con la colaboración de Léon Serpollet en el diseño de automotores de vapor.
En la década de 1890 también se introdujo en el negocio de las bicicletas, y a finales del siglo XIX la empresa cambió su razón social por Société Nouvelle des Etablissements Decauville Aîné. Paul Decauville dejó cesado la presidencia, y bajo la nueva dirección, la empresa comenzó a construir automóviles esperando obtener con ello el mismo éxito que con sus ferrocarriles. A través de la Sociedad de Automóviles Decauville, se involucró en la industria automotriz junto con la compañía De Dion-Bouton. En 1898 produjo su primer voiturette, que participó en el primer Tour de Francia Automovilístico, y el propio Paul Decauville tomó parte en competiciones automovilísticas con los vehículos de su marca. Sin embargo, una crisis provocada por la mala gestión acabó con esta rama del negocio en 1909.

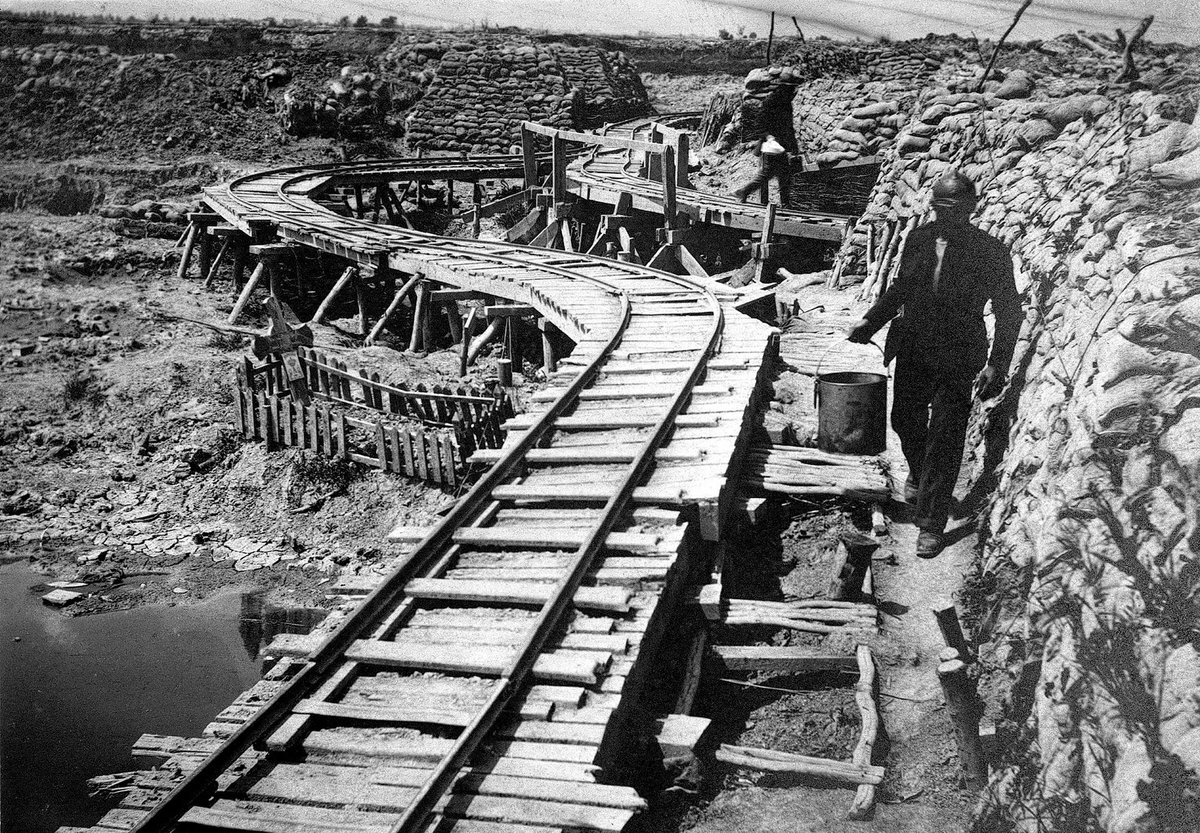
Ferrocarril Decauville en una trinchera en el frente belga durante la Primera Guerra Mundial

Durante la Primera Guerra Mundial (1914-1919) sus vías, perfectamente adaptadas al uso militar de campaña, sirvieron para abastecer el frente aliado en las difíciles condiciones de la guerra de trincheras.
Hasta la Segunda Guerra Mundial, la empresa acometió numerosos proyectos ferroviarios por todo el mundo, especialmente en el ámbito de las colonias francesas de África y del sudeste de Asia, así como en la propia Francia, donde los trenes Decauville formaron parte del diseño del sistema de fortalezas defensivas (como la Línea Maginot y la Línea Alpina). Hasta 1953, la empresa había completado unas 5000 instalaciones ferroviarias de todo tipo (tanto militares como agrícolas, mineras e industriales), con unas 4000 en Francia.
En las tres décadas siguientes, al sustituirse las locomotoras de vapor por otros tipos de tracción, la empresa sufrió un progresivo declive, hasta convertirse en un grupo industrial dedicado a la construcción de contenedores de obra y carrocerías especiales para vehículos pesados.

### Feria mundial de 1889

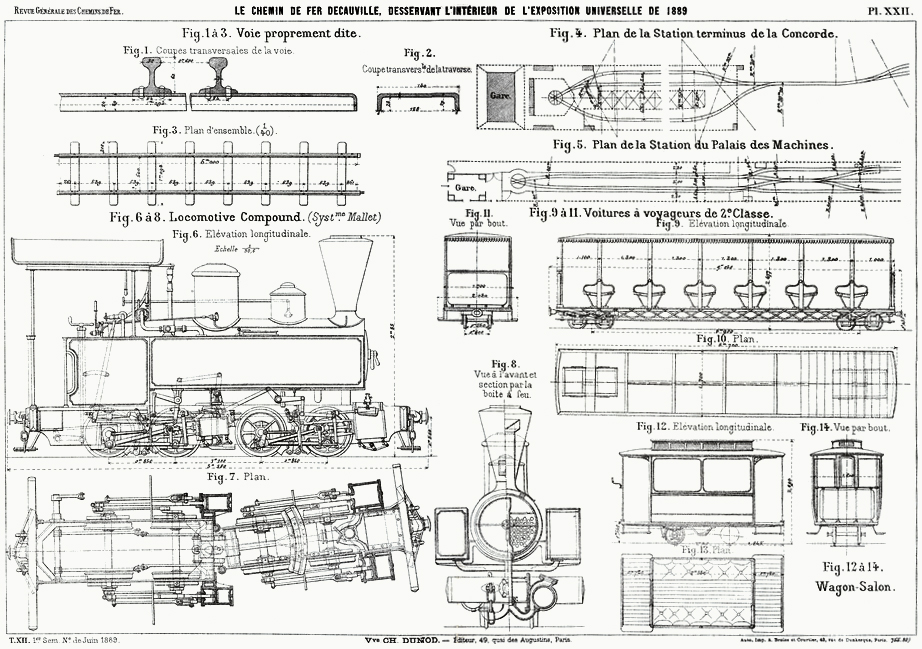
Plano de las vías Decauville y del tren y la locomotora Mallet

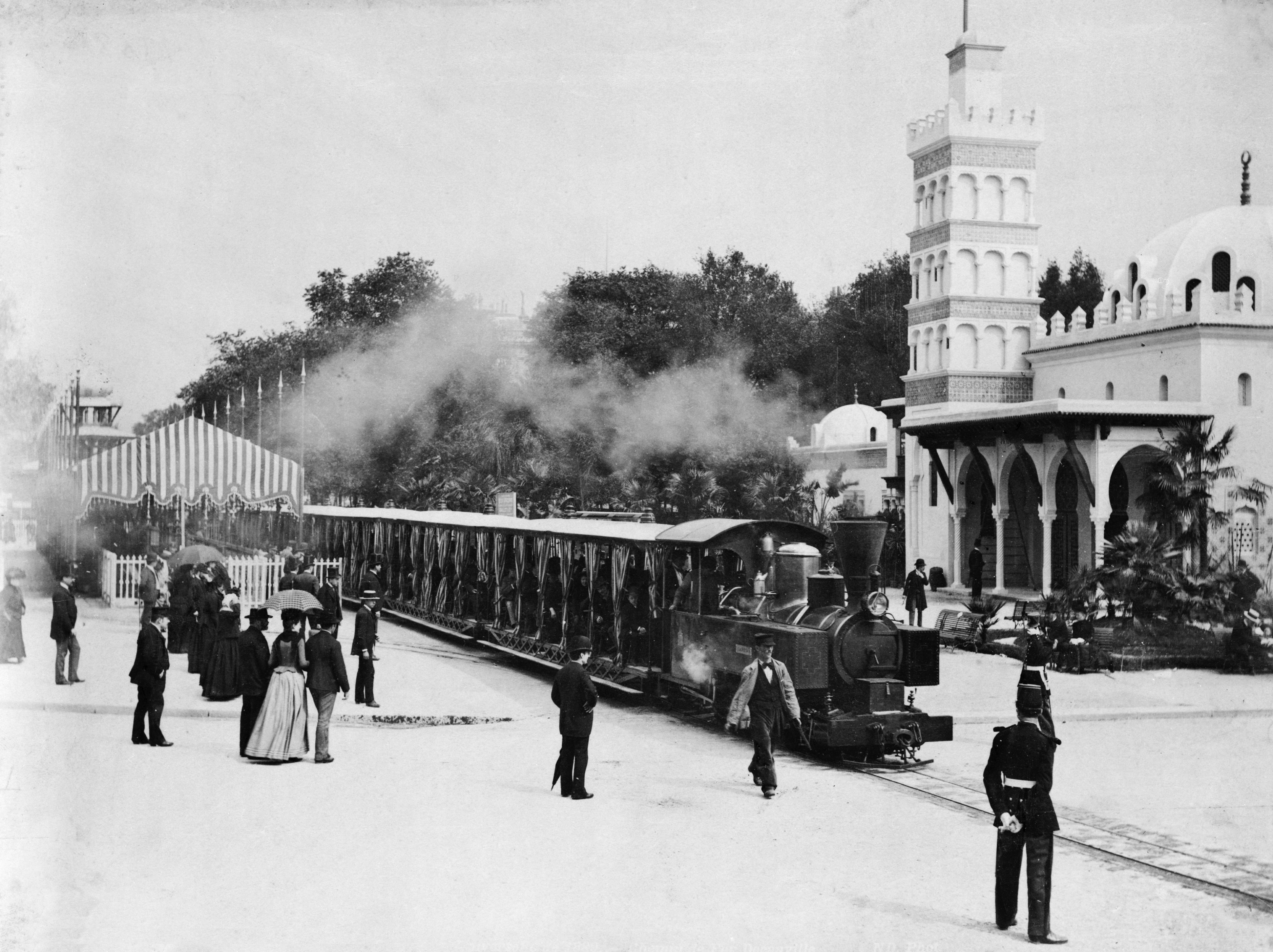
Ferrocarril Decauville en la Feria Mundial de París de 1889

El ferrocarril interior, inaugurado el 4 de mayo de 1889, fue una de las atracciones principales de esta exposición universal. Funcionaba entre el Campo de Marte y Los Inválidos a lo largo de 3 km de vías de 600 mm de ancho, con locomotoras Mallet y equipo remolcado del catálogo de Decauville. Esta línea temporal transportó a varios millones de personas (6 342 446 viajeros) sin un solo accidente.
Después de esta exposición universal, el Ministerio de Transportes autorizó el uso de los ferrocarriles de vía estrecha para el transporte de personas sin las restricciones vigentes anteriormente.

## Productos
Desde sus orígenes a finales del siglo XIX, la empresa ha fabricado y comercializado numerosos tipos de productos relacionados con los sistemas de transporte (inicialmente ferroviario), con una larga tradición en la industria del acero dedicada a la elaboración de maquinaria y equipos.

### Vías ligeras
Las singulares características de sencillez y ligereza del sistema de vías Decauville, ideado con un propósito eminentemente práctico, hicieron que encontrara con gran rapidez aplicación en numerosos campos, en los que más que una gran capacidad de carga, se necesitaba construir con rapidez y facilidad vías de transporte en terrenos de otra forma difícilmente transitables.

#### Uso civil
Durante a su visita a la Exposición de 1889, el Shah de Persia Nasereddín Sah Kayar se interesó por el sistema Decauville y ordenó instalar 20 vagones y algunos rieles en Teherán. A partir de entonces, los ferrocarriles de Decauville fueron progresivamente utilizados en numerosas instalaciones industriales, canteras, granjas, campos de caña de azúcar y ferrocarriles de montaña de todo el mundo hasta la década de 1950. La compañía también produjo vehículos de carretera y para la construcción.
|  |  |  |  |  |

Decauville diseñó el tranvía a vapor y los coches instalados en Saigón en 1896, y dos playas portuguesas, Barril y Caparica, tienen trenes turísticos de temporada que utilizan el sistema Decauville (600 mm (1' 113/5")), con un total de 10 km de vía.
Las instalaciones de tranvías para las plantaciones de agave en la región de la Península de Yucatán fueron tan extensas (aproximadamente 4500 kilómetros de vía) que se convirtieron "de facto" en el sistema de transporte público de la región. Algunas antiguas haciendas del área todavía conservan pequeños sistemas en servicio, generalmente remolcados con mulas.
Industria henequenera en Yucatán
El sistema de transporte fue utilizado intensamente en Yucatán, donde más de 1000 km de vías fueron instaladas en la época del auge agroindustrial, como infraestructura básica utilizada para las tareas de siembra, mantenimiento y cosecha de los planteles de henequén (ágave) y de la industria henequenera en su conjunto, que se valió de estos pequeños vagones para transportar las pencas del ágave cosechadas en las haciendas yucatecas de finales del siglo XIX y principios del XX, hacia los centros de industrialización o unidades desfibradoras, que se encontraban dentro de las mismas haciendas, pero a distancia considerable de los planteles. La particularidad del sistema empleado en Yucatán, fue que la fuerza de tracción se basó exclusivamente en animales, particularmente solípedos.
|  |  |  |

Del mismo modo, el sistema Decauville fue utilizado en distintas actividades agroindustriales en México, como en los ingenios azucareros y en algunas plantaciones de plátano, durante las primeras décadas del siglo XX. Se calcula que en todo México llegaron a existir 4500 km de vías como soporte del sistema Decauville.

#### Uso militar
El ejército francés se interesó por el sistema Decauville ya en 1888 y eligió la vía de 600 mm (1' 113/5") de ancho para equipar sus fortalezas y transportar piezas de artillería y munición durante las campañas militares. También se usó durante las expediciones militares francesas a Madagascar y Marruecos.
Durante la Primera Guerra Mundial, el sistema Decauville se había convertido en un estándar militar, y los franceses y británicos finalmente construyeron miles de kilómetros de vías para los trenes de las trincheras. Los alemanes tenían un sistema similar, con motores normalizados.
Ya en el período de entreguerras, la Línea Maginot se construyó con ferrocarriles externos e internos de 600 mm. Los externos eran servidos por máquinas con motores de combustión, que impulsaban trenes de suministro desde las líneas de ancho estándar situadas detrás del frente, y los internos que eran servidos por locomotoras eléctricas que trasladaban municiones, víveres y toda clase de enseres dentro de las fortificaciones. Las vías dentro de las fortalezas conectaban las entradas de municiones en la parte trasera hasta los puestos de combate.
Se utilizó un equipo similar (denominado feldbahn) en el África del Sudoeste Alemana, donde la Compañía Minera y Ferroviaria de Otavi construyó su red con vías de 600 mm.

### Material móvil ferroviario
El origen del negocio de Decauville fueron sus vías ligeras, sobre las que se improvisaron pequeñas vagonetas remolcadas por mulos o caballos. Sin embargo, pronto se vio la posibilidad de fabricar estos vagones y remolques con las dimensiones exactas para el sistema de vía, y más adelante, se hizo patente la necesidad de contar con pequeñas locomotoras de vapor o vehículos motorizados que impulsaran estos trenes. La empresa primero comenzó a colaborar con distintos fabricantes de pequeñas locomotoras, pero en poco tiempo adquirió la capacidad de fabricar sus propias máquinas, y con el paso del tiempo se convirtió en un importante constructor de locomotoras, cuya gama de máquinas se extendió progresivamente al ancho métrico y a las vías de ancho estándar.
|  |  |  |  |

#### Locomotoras de vapor de vía estrecha
Las primeras locomotoras utilizadas por los trenes Decauville fueron fabricadas por Couillet, de Marcinelle (Bélgica). Eran unas pequeñas máquinas 020 con ténder separado, diseñadas para ser transportadas a lomos de un elefante. Decauville colaboró con numerosos talleres para la construcción de sus máquinas, como la empresa metalúrgica de Tubize que construyó las Mallets de la Exposición Universal, o como los establecimientos Weidknecht.

#### Equipos de vía métrica

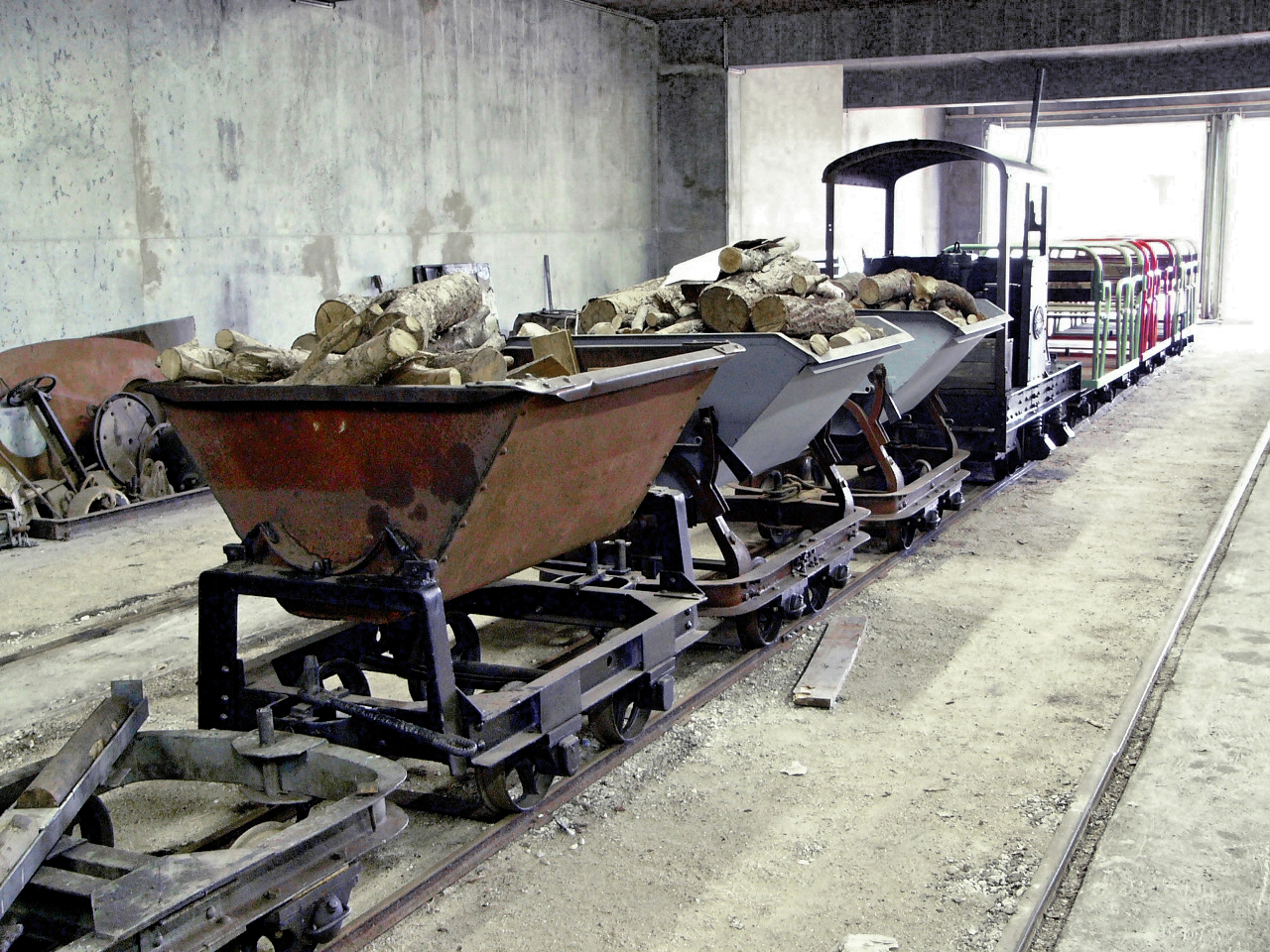
Vagonetas Decauville del Ferrocarril de Chanteraines

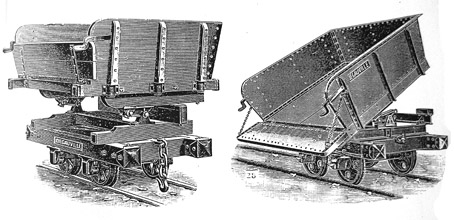
Vagoneta basculante "jirafa"

La producción métrica de Decauville comenzó alrededor de 1896, con una locomotora 020 de cinco toneladas. Una vez adquirida la capacidad de fabricar locomotoras, la compañía lanzó una gama reducida pero suficientemente versátil de máquinas.
Así, en el catálogo de 1897, se mencionan cinco tipos de locomotoras, con pesos comprendidos entre 13 y 23 toneladas, y ya en 1908 se superó el medio millar de unidades producidas, saliendo de la factoría una locomotora de vapor 030T para la Línea de Berck-Plage a Paris-Plage, identificada con el número 512.
En términos de equipo remolcado, solo se ofrecían dos tipos de vagones: un vagón basculante y una plataforma de carga.
En el catálogo de 1908, la gama se amplió considerablemente, en detrimento de la vía de 600 mm:
- Entre los equipos de tracción, los 5 tipos todavía estaban presentes, pero perfeccionados. Fue en este momento cuando Decauville comenzó a especializarse en el equipamiento de redes para las colonias. Más adelante aparecieron las grandes máquinas de ancho métrico (de hasta 32 toneladas) como las destinadas al ferrocarril Sudán francés.
- Hay disponibles 20 modelos de coches para pasajeros, incluidos varios especialmente adaptados a climas tropicales. También hay 14 tipos de vagones, la mayoría de los cuales están cubiertos.

En 1939 la compañía Decauville estaba construyendo tres autorraíles del tipo DXW para la ciudad china de Yunnan, cerca de la frontera con Indochina. Sin embargo, la guerra de Indochina impidió su envío. En 1951 fueron comprados por la SNCF, que los asignó a la Red Bretona.
También se fabricó el equipo de la serie Z 600, entregado en 1958 a la Línea Saint Gervais-Vallorcine.

#### Automotores de vía estándar

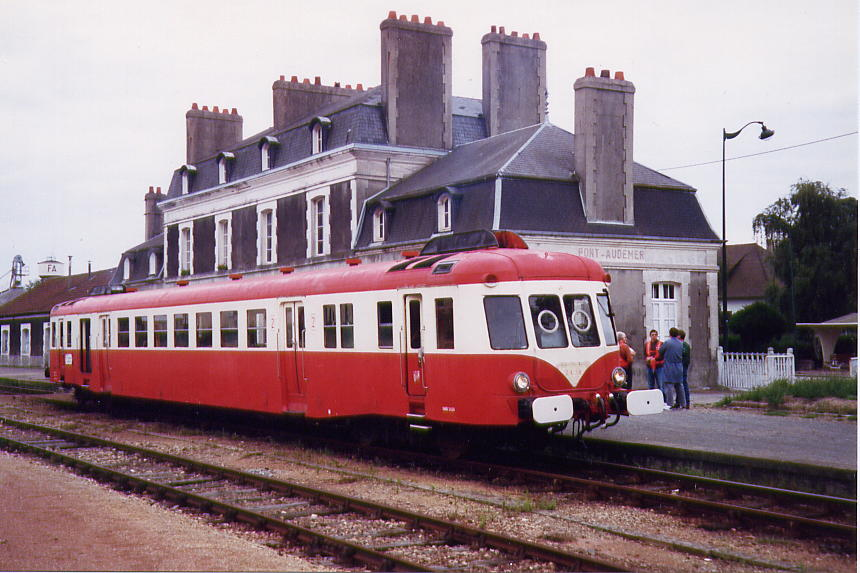
El autorraíl X 2426 en la estación de Pont-Audemer

En 1896 se puso de manifiesto el interés de los ingenieros de Decauville por este tipo de vehículos, que combinan en el mismo coche el motor eléctrico y el compartimento de los pasajeros. Ese año, en colaboración con Léon Serpollet, se construyó un automotor de vapor, que fue el primero de los modelos producidos para ancho estándar.
La compañía recibió en 1932 un pedido de la Compañía de ferrocarriles del Norte, consistente en dos autorraíles con estructura tubular y equipados con motores de 130 caballos de vapor (95,6 kW) de transmisión mecánica, que se registrarán como ZZ 13 y 14 y después como ZZ DC 1001 y 1002 cuando pasaron a formar parte de la SNCF. La construcción y prueba de estos equipos fue seguida de cerca por otras compañías ferroviarias, y estos dos vehículos se vendieron en 1944 a una red ferroviaria alemana local.

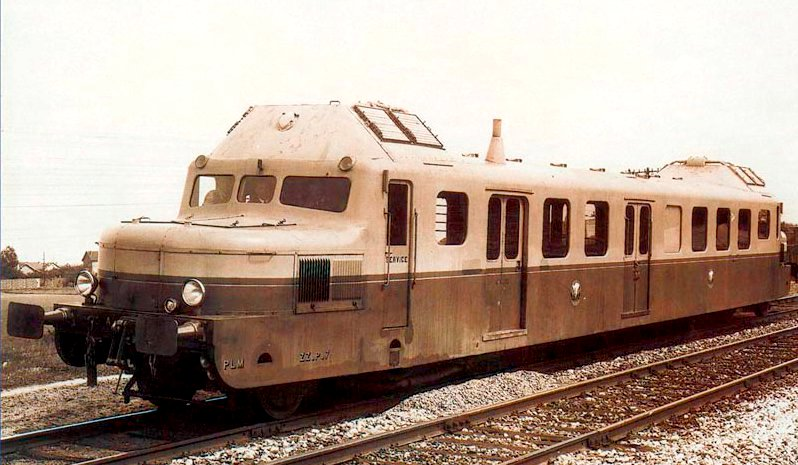
Un inconfundible automotor Decauville ZZ P, apodado "nariz de cerdo"

La Compañía del Ferrocarril de París a Lyon y el Mediterráneo (PLM), a su vez, y siguiendo el modelo de estos coches automotores, encargo siete unidades (aumentadas luego hasta nueve). Su gran potencia (320 caballos de vapor (235,4 kW)) y la transmisión eléctrica estaban concebidas para las líneas montañosas de la red. Pintados con la librea azul y crema del PLM, su estética particular, con las tapas de los motores en los extremos, les valió el sobrenombre de "nez de cochon" (nariz de cerdo). Registrados como ZZ P 1 a 9, se entregaron en la estación de Grenoble en 1938, y terminaron sus carreras con los números de la SNCF X 52001 a 8. La unidad X 52009 fue destruida por un accidente en 1945, siendo parcialmente reconstruida en 1952-1953 siguiendo el modelo de la segunda serie, con la eliminación de las famosas tapas, y pintándose con librea roja y crema. Una segunda serie de 10 unidades encargadas por la PLM a finales de 1937 se entregó directamente a la SNCF en 1945 (X DC 2101 a 10, renumeradas X 52101 a 10 en 1962).
Las dos series X 52000 y X 52100 tuvieron su base durante toda su carrera en el Centro de Autorraíles de la Estación de Grenoble. Estos coches conectaban Lyon-Grenoble-Veynes, en verano hacían el recorrido Ginebra-Digne a través de Grenoble de 1953 a 1958, y luego unieron Valence-Genève a través de Grenoble de 1958 a 1972. Desde Grenoble, también fueron a Bourg-Saint-Maurice (en Tarentaise), Modane (en Maurienne), Brianzón y Marsella, siendo su recorrido preferente la famosa Línea de los Alpes. Llevaron a cabo sus últimos servicios comerciales con los números X 52006 y X 52103 el seis de junio de 1973, en un viaje de ida y vuelta Grenoble-Vif. La unidad X 52103 se mantiene en el Museo del Ferrocarril de Mulhouse (bautizado Cité du Train) donde representa a la primera generación de los automotores diésel-eléctricos de Francia.

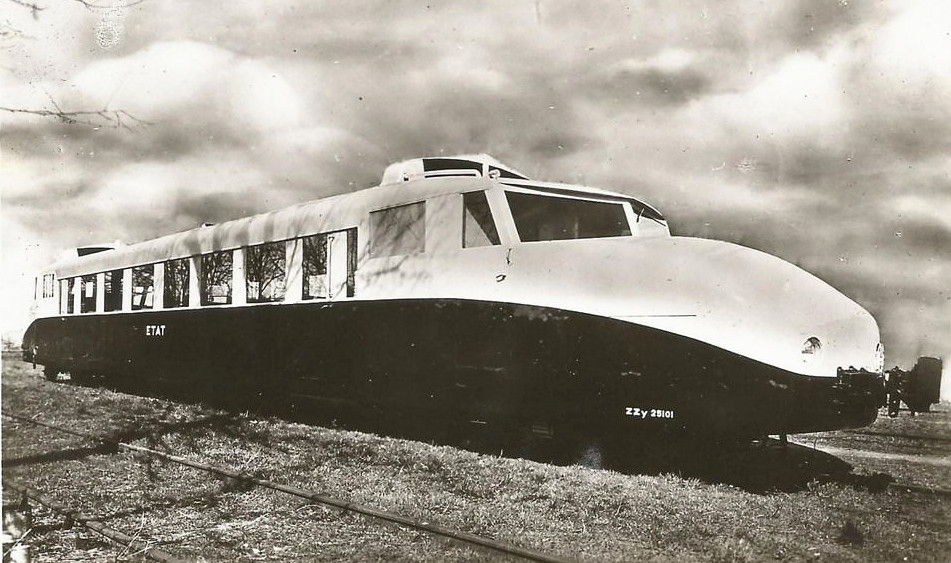
Automotor ZZ de los Ferrocarriles del Estado

Los Ferrocarriles del Estado también encargaron dos autorraíles de este tipo. Impulsados por dos motores Saurer de 150 HP, alcanzaban fácilmente los 130 km/h. La estética revisada también se acercó extrañamente a la del TGV actual. Fueron vendidos en 1951.
En 1937, Decauville participó con muchos otros fabricantes en un proyecto de "vagones estándar" (registrados con el código SNCF ZZ A 3000 y luego X 23000). Entre 1937 y 1939 se construyeron en total 53 de estos vehículos, incluidos los 23 fabricados por Decauville.
Ese mismo año, los ingenieros de la compañía, en busca de nuevas soluciones, construyeron un coche particularmente sorprendente, propulsado mediante una hélice. Este autorraíl, muy inspirado en las técnicas aeronáuticas, fue encargado por la Compañía de ferrocarriles del Norte, con el propósito de "resolver el problema de frenado a alta velocidad", aunque las pruebas no fueron concluyentes. Esta máquina, muy dañada en 1945, nunca ha sido reparada. Decauville registró una segunda patente en 1950 para un vagón con turbina, pero el prototipo nunca fue construido.
Posteriormente, de 1950 a 1954, Decauville fabricó el modelo X 2400, un autorraíl de 600 caballos de vapor (441,3 kW) cuyas unidades se registraron como X 2401 a 2479.
Finalmente, las últimas construcciones de coches para la SNCF fueron las primeras 16 unidades del autorraíl de 825 caballos de vapor (606,8 kW) X 2800 (numerados X 2801 a 2919), que se construyeron entre 1958 y 1960. El resto de la serie fue construida por los Talleres Ferroviarios de Renault en Choisy-le-Roi.
Además de estos vehículos, Decauville se convirtió en especialista en la construcción de los coches remolcados por los autorraíles, vehículos que tenían que ser ligeros pero muy rígidos. Entre las producciones de la compañía para la SNCF figuran:

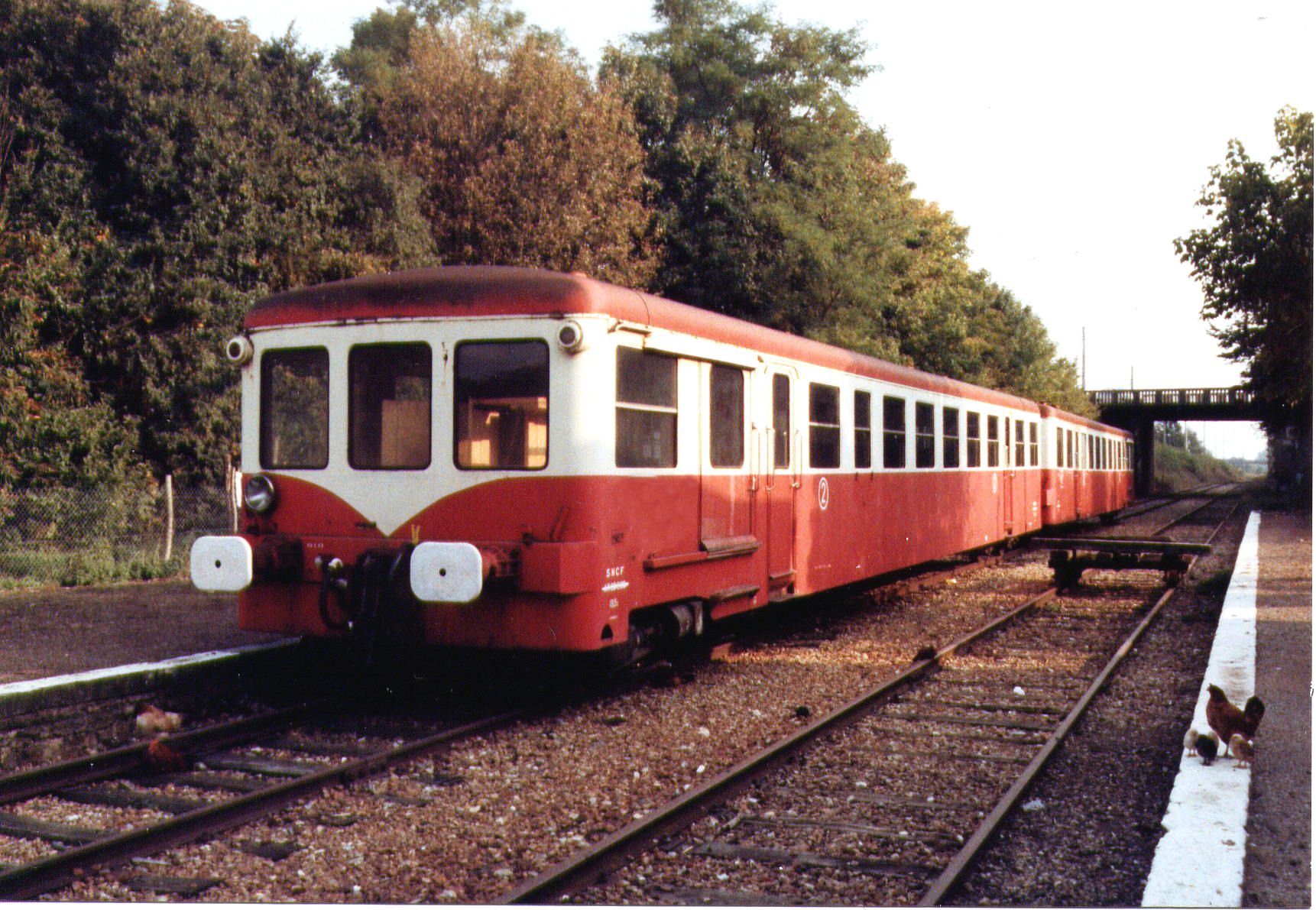
Remolque unificado Decauville de segunda clase (Pacy-sur-Eure, noviembre de 1994)

- XR 6001 a 6015 (1939), segunda clase. Este material de 15 toneladas en vacío prestó servicio durante 39 años
- XR 7201 a 7220 (1948), primero y segundo, de los anteriores. Con 17 toneladas en vacío, la estructura de estos remolques sirvió de base para el diseño de los "remolques unificados", construidos en varios cientos de unidades
- XR 7301 a 7350, remolques de primera y segunda clases
- XR 7351 a 7410, fabicados también por la Compañía General de Construcciones, de primera y segunda clases
- XR 8100 a 8293, de 1956 a 1962

Para completar este inventario, vale la pena mencionar los remolques, a veces producidos a medida, para innumerables ferrocarriles africanos y que ciertamente suman más de 300 unidades.
Finalmente, también está la última serie de remolques, producidos en 1961 en colaboración con la compañía Lorraine, relacionados con 102 remolques con bogies destinados a los ferrocarriles de Argentina.

#### Locomotoras diésel

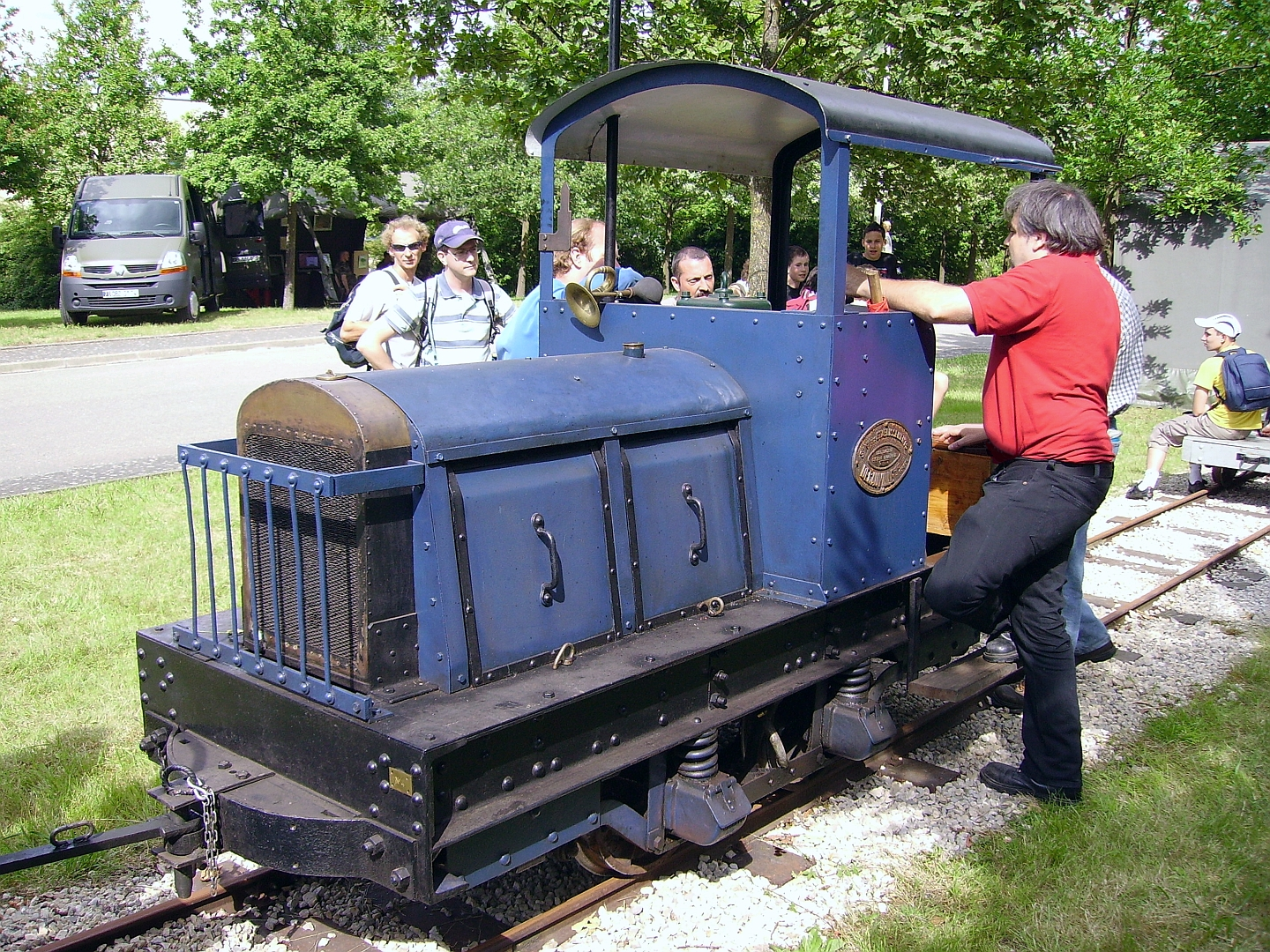
Locomotora de maniobras Decauville 643 del Ferrocarril de Chanteraines

Decauville fabricó distintos tipos de locotractores diésel:
- 55-DB-2 del PLM que se convirtió en Y-DC-05052 de la SNFC renumerado como Y-DC-35052 en 1962, construido en 1935 con motor diésel, longitud 7,180 m, masa total 15 toneladas, velocidad máxima 58 km/h.
- Y 6201 a 6259 de la SNFC, construido de 1949 a 1950 con motor diésel, longitud 8,900 m, masa total 32 toneladas, velocidad máxima 60 km/h.
- Y 6401 a 6500 de la SNFC, construido de 1954 a 1958 con motor diésel, longitud 8,900 m, masa total 32 toneladas, velocidad máxima 60 km/h.
- Y 7231 a 7310 de la SNFC, construido de 1961 a 1962 con motor diésel, longitud 8,940 m, masa total 32 toneladas, velocidad máxima 54 km/h.
- Y 7401 a 7520 de la SNFC, construido de 1963 a 1965 con motor diésel, longitud 8,940 m, masa total 32 toneladas, velocidad máxima 54 km/h.
- Varias otras locomotoras de maniobras para ramales particulares y líneas industriales.

#### Material del Metro de París
La fábrica de Corbeil también produjo equipos ferroviarios para la Compañía del Ferrocarril Eléctrico Subterráneo Norte-Sur de París. Algunos de sus coches todavía funcionaban en los trenes del suburbano en el año 2013.

### Bicicletas
De 1891 a 1902, Decauville produjo seis modelos de bicicletas, algunos de los cuales estaban equipados para poder viajar por las vías del ferrocarril, al agregar un sistema compuesto por tres tubos y un rodillo. La producción emblemática de esta gama es la de los triciclos, que sirvieron entre otras cosas, como base para los posteriores prototipos motorizados de De Dion-Bouton.

### Automóviles
La compañía Decauville, a través de su subsidiaria "Société des voitures automobiles Decauville", se involucró en la industria automotriz junto con la compañía De Dion-Bouton, para la que había producido 3000 triciclos motorizados.
Después de varios años de estudio, Decauville presentó su Valet (1898-1903) Este pequeño vehículo de tres plazas, diseñado en Burdeos por dos ingenieros de la compañía Messageries Maritimes, estaba equipado con un motor de gasolina. Decauville estudió un nuevo chasis que se presentó en 1902 en la exposición de bicicletas. Sorprendentemente modular (era posible intercambiar con facilidad bastidores y motores), este modelo de 1902 fue un gran éxito.
Sin embargo, a partir de 1907 los pedidos disminuyeron, dando comienzo a una profunda crisis. La falta de capacidad de respuesta de Decauville llevó al cese de la actividad en la rama automotriz en 1909. Sin embargo, la venta de modelos en existencia continuó hasta 1911.
|  |  |  |

### Otros productos

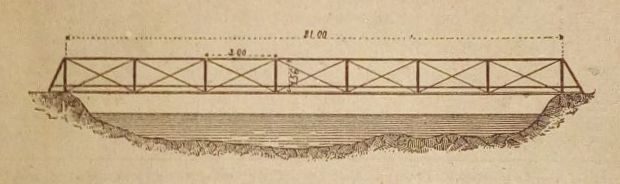
Puente ligero prefabricado Decauville

- Rampas autopropulsadas, utilizadas para salvar una diferencia de altura. El accionamiento se valía de un contrapeso con agua y de un sistema de drenaje automático.
- Puentes portátiles, patente de Eiffel, ofrecidos desde 1884 hasta 1897. Estos puentes totalmente modulares pesaban 250 kg por metro, asegurando la resistencia para una carga de 4 toneladas para un puente de 20 metros de luz. Las piezas más pesadas alcanzaban un máximo de 145 kg.
- Dispositivos de elevación, en el catálogo de 1880 a 1970, incluidos muchos modelos de grúas fijas o móviles. La última grúa producida por Decauville en 1986 era un modelo montado sobre rieles, y estaba destinada a la RATP para facilitar la colocación de secciones de vía.
- Herramientas. La gama cubierta por Decauville iba desde herramientas manuales hasta máquinas especializadas, como prensas de cuña con una fuerza de 800 toneladas, precisas hasta la décima de milímetro. La fábrica de Moulins estaba especializada en la fabricación de herramientas de mecanizado «D.A.C.» con carborundo.
- Palas mecánicas y excavadoras también fueron parte de su producción. El modelo producido en 1903 anunciaba una fuerza de elevación de 16 toneladas para un cucharón con una capacidad de 2 m3. Esta máquina móvil se desplazaba sobre una vía de ferrocarril de 2,60 m de ancho.

La producción ferroviaria se detuvo en los años 1970, para dedicarse a la fabricación de carrocerías de vehículos industriales (volquetes y cisternas) junto con la empresa Marrel. Esta compañía absorberá los talleres poco tiempo después, causando la desaparición de la marca Decauville en la década de los años 2000.

## Estructura empresarial

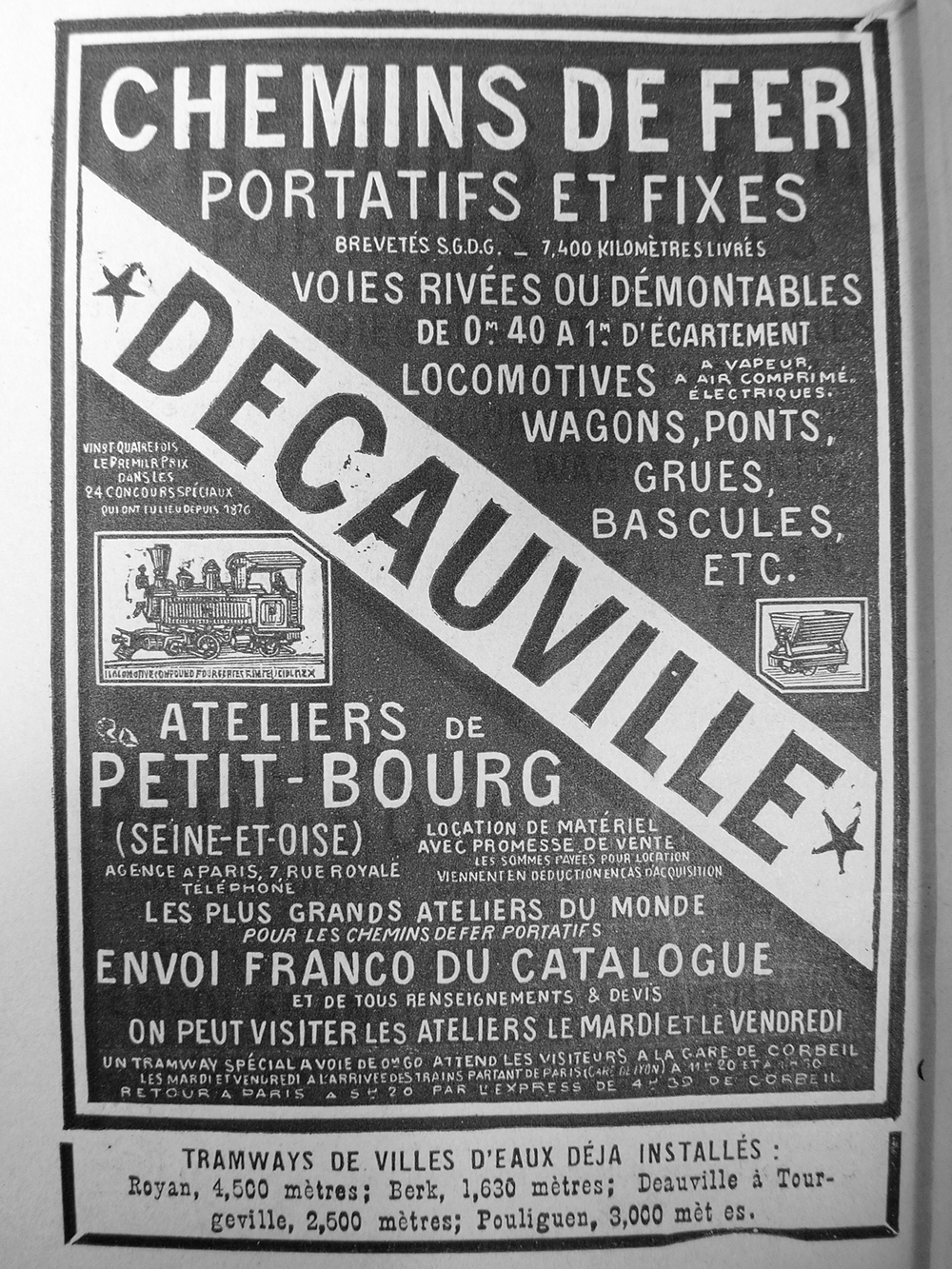
Anuncio de la compañía

Desde la granja familiar hasta "Decauville SA", la compañía ha adoptado diversos nombres. Las primeras producciones se hicieron en y para la granja de Decauville, por lo que no era estrictamente una empresa, ya que sus actividades estaban inmersas en las relacionadas con la agricultura.
- "Société Decauville Aîné" es la primera empresa real. Fue fundada el 22 de septiembre de 1887 en honor de Armand Decauville, el padre de Paul.
- Dos años después, para poder producir el ferrocarril destinado a la exposición universal, Paul, Émile y Marie Decauville decidieron disolver la empresa inicial para crear una nueva, dotada de mayores recursos. Esta "Sociedad de Establecimientos Aîné Decauville" tenía un capital de 20 millones el 13 de noviembre de 1889.
- Alrededor de 1892, una serie de maniobras financieras y una demanda hundieron las acciones de la empresa. Estas acciones beneficiaron a la competencia y particularmente a Arthur Koppel. Para salir de este negocio, Paul Decauville decidió nuevamente disolver la compañía para formar la "Nueva Sociedad de Establecimientos Aîné Decauville", que se formalizó en junio de 1894. El capital se redujo a 7 y luego a 4 millones. El grupo Wendel tenía una participación significativa de este capital. Paul Decauville deja la dirección de su empresa, en desacuerdo con el consejo de administración.
- En la década de 1890, se fundó la subsidiaria Sociedad de Vehículos Automóviles Decauville, disuelta en 1911.
- En 1956, la marcha de la sociedad en una economía cambiante propició la creación de "Decauville S.A.". Este cambio de nombre, causado por un cambio de accionista mayoritario (grupo Whittaker) condujo al abandono de las actividades ferroviarias.
- En 1968, la filial EmiDecau, que fabricaba prensas hidráulicas, fue vendida al grupo Pinette, que fundó "Pinette EmiDecau Industries".[16]
- La "Société Industrielle Decauville" se creó el 26 de agosto de 1985. Sus accionistas eran Marrel, Decauville S.A. y SAPHEM. La planta de Corbeil es la única que se conserva.
- Marrel-Decauville fue comprada por el grupo Caravelle en 1998.
- En la década de 2000, el nombre desapareció en favor de la única marca Marrel (grupo CTELM/Gestioni/Fassi), pero la fábrica Decauville en Corbeil todavía existe.

## Factorías

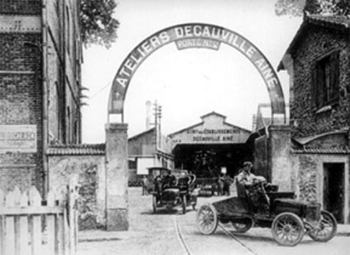
Talleres Decauville (c. 1918)

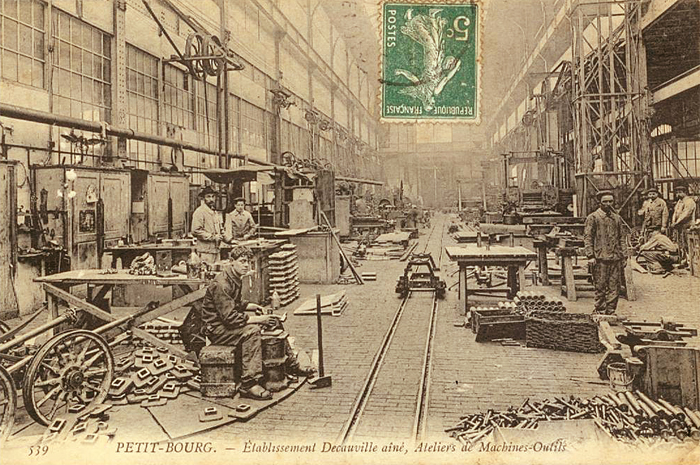
Interior de los talleres de Petit-Bourg

La compañía estuvo establecida durante mucho tiempo en Petit-Bourg, cerca de Évry, antes de establecerse en Corbeil (departamento del Essonne).
Los talleres de Petit-Bourg fueron creados en 1853 en una granja ubicada en Courcouronnes por Amand Decauville, el padre de Paul. Primero construyeron equipos de destilación de remolacha y distintos productos de calderería. Después de la invención del "transportista Decauville" en 1876, los talleres comenzaron a producir equipos ferroviarios. La fábrica de Corbeil se abrió en 1881 para reemplazar a los talleres de Petit-Bourg, que se habían vuelto demasiado pequeños, para ser cerrada en 1978.
Decauville también poseía las siguientes fábricas:
- Diano Marina (Italia), vendida en 1895.
- Saint-Lambert (Bélgica) abrió el mismo año y fabricaba material de vía. Esta fábrica se cambió por una fábrica en Fives, perteneciente a los establecimientos Orenstein y Arthur Koppel en 1911.
- Petite-Synthe (Norte) abrió en 1903, produciendo equipos para las colonias. Esta fábrica fue vendida en 1922 y sus actividades fueron asumidas por la fábrica de Marquette.
- Moulins, construida en 1918, esta fábrica debía producir equipo militar (carro de combate y obuses), lo que finalmente nunca hizo. Sus actividades se centraron principalmente en la construcción y mantenimiento de vagones para las empresas PLM y la PO. Esta fábrica fue vendida en 1959.
- Marquette-lez-Lille, construida en 1923, reemplazando a las fábricas destruidas de Fives-Lille y a la Société Lilloise, especializadas en equipos de minería y vías subterráneas.
- Aulnay-sous-Bois, talleres pertenecientes a la filial Lilloise, construyeron las últimas máquinas de vapor del grupo Decauville. Estos talleres fueron los principales responsables del trabajo de construcción y mantenimiento de las calderas.